# Жес
Жес (фр. Gesse) је река у Француској. Дуга је 52 km. Улива се у Сав. 